# Каспер Руд
Каспер Руд (норв. Casper Ruud; 22. децембар 1998, Осло) је норвешки тенисер. Најбољи пласман у синглу достигао је 12. септембра 2022, када је био на другом месту АТП листе. Први велики успех на гренд слем турнирима му је финале Ролан Гароса 2022. Пласирао се у финале Ју Ес опена 2022. године и имао је прилику да победом на турниру постане број 1. на АТП ранг листи, али је поражен од Карлоса Алкараза у четири сета. У каријери је освојио десет АТП турнира.
Његов отац Кристијан Руд је такође био тенисер.

## Гренд слем финала

### Појединачно: 3 (0:3)
| Исход     | Бр. | Година | Турнир                 | Подлога | Противник      | Резултат                |
| --------- | --- | ------ | ---------------------- | ------- | -------------- | ----------------------- |
| Финалиста | 1.  | 2022.  | Ролан Гарос            | Шљака   | Рафаел Надал   | 3:6, 3:6, 0:6           |
| Финалиста | 2.  | 2022.  | Отворено првенство САД | Тврда   | Карлос Алкараз | 4:6, 6:2, 6:7(1:7), 3:6 |
| Финалиста | 3.  | 2023.  | Ролан Гарос (2)        | Шљака   | Новак Ђоковић  | 6:7(1:7), 3:6, 5:7      |

## Финала завршног првенства сезоне

### Појединачно: 1 (0:1)
| Исход     | Бр. | Година | Турнир | Подлога   | Противник     | Резултат |
| --------- | --- | ------ | ------ | --------- | ------------- | -------- |
| Финалиста | 1.  | 2022.  | Торино | Тврда (д) | Новак Ђоковић | 5:7, 3:6 |

## Финала АТП мастерс 1000 серије

### Појединачно: 1 (0:1)
| Исход     | Бр. | Година | Турнир | Подлога | Противник      | Резултат |
| --------- | --- | ------ | ------ | ------- | -------------- | -------- |
| Финалиста | 1.  | 2022.  | Мајами | Тврда   | Карлос Алкараз | 5:7, 4:6 |

## АТП финала

### Појединачно: 18 (10:8)
| Легенда                        |
| ------------------------------ |
| Гренд слем турнири (0:3)       |
| Завршно првенство сезоне (0:1) |
| АТП мастерс 1000 (0:1)         |
| АТП 500 (0:0)                  |
| АТП 250 (10:3)                 |

| Финала по подлози |
| ----------------- |
| Тврда (1:3)       |
| Шљака (9:5)       |
| Трава (0:0)       |

| Финала по локацији |
| ------------------ |
| Отворено (10:7)    |
| Дворана (0:1)      |

| Исход     | Бр. | Датум               | Турнир                      | Подлога   | Противник           | Резултат                |
| --------- | --- | ------------------- | --------------------------- | --------- | ------------------- | ----------------------- |
| Финалиста | 1.  | 14. април 2019.     | Хјустон, САД                | Шљака     | Кристијан Гарин     | 6:7(4:7), 6:4, 3:6      |
| Победник  | 1.  | 16. фебруар 2020.   | Буенос Ајрес, Аргентина     | Шљака     | Педро Соза          | 6:1, 6:4                |
| Финалиста | 2.  | 1. март 2020.       | Сантијаго, Чиле             | Шљака     | Тијаго Сејбот Вајлд | 5:7, 6:4, 3:6           |
| Победник  | 2.  | 22. мај 2021.       | Женева, Швајцарска          | Шљака     | Денис Шаповалов     | 7:6(8:6), 6:4           |
| Победник  | 3.  | 18. јул 2021.       | Бостад, Шведска             | Шљака     | Федерико Корија     | 6:3, 6:3                |
| Победник  | 4.  | 25. јул 2021.       | Гштад, Швајцарска           | Шљака     | Иго Гастон          | 6:3, 6:2                |
| Победник  | 5.  | 31. јул 2021.       | Кицбил, Аустрија            | Шљака     | Педро Мартинез      | 6:1, 4:6, 6:3           |
| Победник  | 6.  | 4. октобар 2021.    | Сан Дијего, САД             | Тврда     | Камерон Нори        | 6:0, 6:2                |
| Победник  | 7.  | 13. фебруар 2022.   | Буенос Ајрес, Аргентина (2) | Шљака     | Дијего Шварцман     | 5:7, 6:2, 6:3           |
| Финалиста | 3.  | 3. април 2022.      | Мајами, САД                 | Тврда     | Карлос Алкараз      | 5:7, 4:6                |
| Победник  | 8.  | 21. мај 2022.       | Женева, Швајцарска (2)      | Шљака     | Жоао Соза           | 7:6(7:3), 4:6, 7:6(7:1) |
| Финалиста | 4.  | 5. јун 2022.        | Ролан Гарос, Француска      | Шљака     | Рафаел Надал        | 3:6, 3:6, 0:6           |
| Победник  | 9.  | 24. јул 2022.       | Гштад, Швајцарска (2)       | Шљака     | Матео Беретини      | 4:6, 7:6(7:4), 6:2      |
| Финалиста | 5.  | 11. септембар 2022. | Њујорк, САД                 | Тврда     | Карлос Алкараз      | 4:6, 6:2, 6:7(1:7), 3:6 |
| Финалиста | 6.  | 20. новембар 2022.  | Торино, Италија             | Тврда (д) | Новак Ђоковић       | 5:7, 3:6                |
| Победник  | 10. | 9. април 2023.      | Каскаис, Португал           | Шљака     | Миомир Кецмановић   | 6:2, 7:6(7:3)           |
| Финалиста | 7.  | 11. јун 2023.       | Ролан Гарос, Француска (2)  | Шљака     | Новак Ђоковић       | 6:7(1:7), 3:6, 5:7      |
| Финалиста | 8.  | 23. јул 2023.       | Бостад, Шведска             | Шљака     | Андреј Рубљов       | 6:7(3:7), 0:6           |